# Vieille Tour (Marsat)

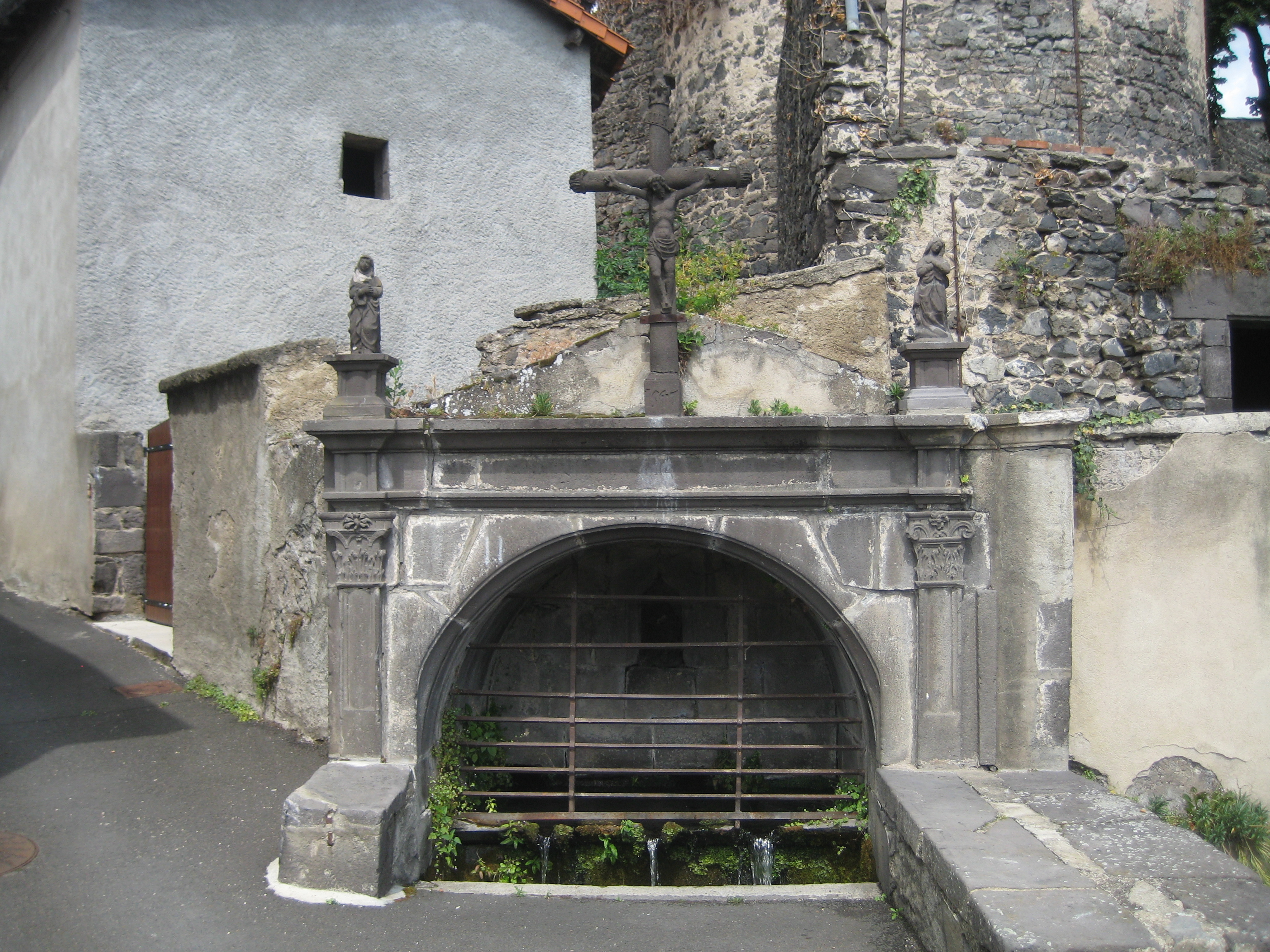
Fontaine à Marsat en 2011.

La Vieille Tour est située à Marsat, en France.

## Localisation
La tour est située sur le territoire de la commune de Marsat, dans le département du Puy-de-Dôme, en région Auvergne-Rhône-Alpes.

## Description
La commune s'est attachée à dégager les ruines du château de Marsat de la végétation ; y sont organisées depuis une dizaine d'années les Journées de la pierre.
Une fontaine couverte inscrite aux monuments historiques est située au pied de la Vieille Tour. De chaque côté, sur un piédestal, se trouvent la Vierge et Saint-Jean.
Sanctuaire marial sur le chemin de Saint-Jacques, Marsat, inclus dans le pays d'art et d'histoire du pays de Riom, est classé site clunisien.

## Historique
Dans l'Armorial de Guillaume Revel, Marsat est vu du sud, plus ou moins en ruines, avec de hauts murs et des échauguettes aux angles. Celles-ci ont été remplacées par quatre tours au XVIe siècle (les deux demi-croisées à traverse et chambranle moulurés datent de cette époque) ; il n'en reste que deux aujourd'hui. Il est vraisemblable que le château fut érigé par un seigneur chargé de la protection du monastère, vers le début du XIIe siècle, mais ce n'est qu'au XIIe siècle que l’on voit apparaître un seigneur laïc de Marsat. Le château fut partiellement détruit en septembre 1590 par les royalistes, les habitants ayant pris fait et cause pour la Ligue ; puis démantelé à partir de la Révolution. En 1465, lors de la ligue du Bien public, Louis XI séjourna à Marsat, et François Ier au XVIe siècle.[réf. souhaitée]
La tour est inscrite au titre des monuments historiques par arrêté du 12 novembre 1926.